# 陈军 (加利福尼亚州侨领)
陈军（John Chen, 1952年8月28日—）出生于天津，1992年移民美国。后入籍美国，家住洛杉矶附近的奇诺市。2004年当选为美国天津同乡会会长。曾为中华海外联谊会理事、中国侨联海外委员、中国仪器仪表协会高级会员、中华海外智库执行长、天津市政协港澳台侨委员会特邀委员、天津海外联谊会副会长、天津海外交流协会副会长、美国天津同乡联谊会荣誉会长、美国美达集团总裁。曾经得到胡锦涛、习近平总书记等党和国家领导人的接见。
2023年5月26日陈军和另一名华人林峰被FBI逮捕，罪名是被控充当非法外国代理人和试图贿赂美国国税局官员打压美国的法轮功组织。2024年11月19日，陈军被纽约南区联邦法庭判处20个月监禁及3年狱外监管，外加没收5万美元资金。

## 经历
1969年陈军毕业于天津外国语大学附属外国语学校。 1969年至1975年在航空兵46师服兵役，驻防原国防科工委20基地。1975年开始，陈军进入外贸专业公司，曾任天津市人民政府驻美国西海岸贸易总代表。1992年，他以国际商务经理签证赴美，并于2000年成为美国归化公民。 1996年，陈军在美国洛杉矶创建了美中工商协会。以后，陈军又和其他人合伙创建了美国南加州华人联合总会。
陈军是华人社区活跃亲共侨领。从1995年开始连续18年在落杉矶举行中国国庆升旗仪式、组织庆祝中国国庆50周年、55周年、60周年和香港回归、2008年奥运会、抗议CNN大型示威游行、组织洛杉矶侨界欢迎习近平访美等。 
陈军曾著有《沧海横流》《台湾的选择》《五星红旗，我为你骄傲》《东京大轰炸》等书。

## 间谍被捕事件
2023年5月26日清晨，陈军和另一名中国公民林峰（44岁）在南加州各自的住所被逮捕。陈军是洛杉矶地区知名侨领，林峰是前中国自行车国家队运动员，四川人。二人被指控非法充当外国代理人和贿赂美国国税局官员。根据对两人提起的诉状，至少在2023年1月至5月间，陈军和林峰在一位中国政府高官的指使下，通过贿赂美国官员打压法轮功群体，并企图捏造假的投诉资料利用国税局“不法活动举报项目”来投诉法轮功的一个实体组织，以达到让该组织失去非營利組織免税优惠的目的。 司法部在后来的新闻稿中披露，该实体就是神韵艺术团。
司法部称，陈军通过中间人找到一位国税局官员帮忙，答应事成之后支付官员五万美金，许诺还有更多可以期待。陈军和林峰不知道的是，他们找的中间人其实是FBI的线人，而线人介绍的国税局官员正是FBI的卧底特工。FBI的监听显示，陈军在电话中明确指出支付这些贿款是为了执行中国政府“推翻法轮功”的目标。作为该计划的一部分，陈军和林锋于2023年5月14日在纽约州纽堡市与该国税局官员（FBI的卧底特工）会面，陈军向对方支付了1000美元的初步贿款。陈军还表示，愿意支付总计5万美元，以启动对神韵艺术团的审计，并在举报投诉成功时，会再支付国税局奖励金额的60%。2023年5月18日，林锋在纽约肯尼迪国际机场支付了14,000美元现金给国税局官员作为额外的贿款。
美国司法部的案情陈述特别提到了在背后操纵陈、林二人的中国官员是来自位于天津的“610办公室”。
2024年11月19日，陈军被纽约南区联邦法庭判处20个月监禁及3年狱外监管，外加没收5万美元资金。林锋则于9月26日被判处16个月监禁。

## 涉入孙耀宁案件
2024年12月19日，南加州华人社区活跃人士孙耀宁因非法充当中国政府代理人而被FBI逮捕。孙耀宁被控在2022年为某南加城市华人政客竞选市议员期间，利用担任竞选经理之便，充当非法中国代理人。孙耀宁还与陈军合谋，涉嫌影响、渗透美国当地民选官员，合谋针对法轮功。
美国司法部在起诉书中描述了陈军要求孙耀宁去骚扰法轮功的一些细节。2023年4月4日，陈军跟孙耀宁说，“有几个问题，法轮功在加州某市有炼功点，你能不能给他们找些麻烦？如果你能铲除一个或几个炼功点，或给他们找麻烦，会有奖赏的。那边领导等着当面见你。”
司法部对孙耀宁的起诉书里还引述了一段陈军的自白：“在审前拘留期间，据报道，陈军曾对他的狱友声称自己是中国间谍，表示他为中国政府的‘610办公室’工作，并将其描述为一个‘间谍机构’，自称其能力比联邦调查局强百倍。陈军对自己被捕感到震惊，感叹‘610办公室’拥有丰富资源，却没有更好地监控他的活动。他还提到，‘610办公室’曾支付他25万美元让他30年前移居美国，此后每月支付他5.2万美元。”

## 升旗事件
2019年9月16日，中领馆和亲共组织在洛杉矶蒙市联合举行升旗活动，庆祝中共建政70周年，现场有近百人抗议中共。视频显示，升旗活动的组织者之一陈军，拿着大喇叭威胁抗议者说：如果你是中国护照，我们现在把你拍照，你回中国就立刻把你抓起来；你是美国护照也拿不到中国签证。
有评论分析，陈军的四大背景显示出他的不寻常身份。一是他曾经是军队出身，二是他曾经是天津市政府驻外官员，三是他在中国拥有的众多统战头衔，四是他争当洛杉矶中国侨界的老大。

## 争侨界老大风波
2008年10月11日，《洛杉矶时报》记者大卫·皮尔森（David Pearson）发表头版文章“美国南加州侨领争夺侨界地位”（Subtle art of being “No. 1”），报道了南加州三位亲共侨领之间的竞争，引发关注。
文章提到的三人包括张素久、程远和陈军。
张素久（Sue Zhang），是国民党将领张治中的女儿。张治中曾在国共谈判中倒向中共，文革期间被抄家，1968年去世。张素久于1981年中美建交后移居美国，与中共驻洛杉矶领馆关系密切。她经常提及自己父亲与中共领导人的往来，以此展示资历，认为自己理应是侨界领袖。
程远 （John Cheng)，江苏人，经营摩托车生意。他对张素久的资历不以为然，认为财力更为重要。他曾在蒙特利公园市举办大型宴会庆祝中国国庆，自掏腰包邀请中领馆官员及侨界代表，以此彰显实力。
陈军（John Chen)，曾任中共官员，熟悉官场规则。他擅长组织活动，为中共推进议程，包括地震赈灾、抗议CNN、香港回归纪念等，深得中领馆青睐。
皮尔森指出，这三人为了赢得中共认可展开激烈竞争，争相邀请中领馆官员参加活动，以巩固自己在侨界的地位。成为“第一红人”不仅象征权威，更能优先获得领馆资源，在侨社中拥有更大影响力。